# Hylesia chirex
Hylesia chirex är en fjärilsart som beskrevs av William Schaus 1921. Hylesia chirex ingår i släktet Hylesia och familjen påfågelsspinnare. Inga underarter finns listade i Catalogue of Life.